# Aurel Constantin Ilie
Aurel Constantin Ilie (n. 19 mai 1946, Buzău, România – d. 23 iulie 2014) a fost un senator român în legislatura 1996-2000 ales în județul Maramureș pe listele partidului PDSR. În legislatura 1996-2000, Aurel Constantin Ilie a fost membru în grupurile parlamentare de prietenie cu Japonia și Regatul Suediei. Conform biografiei sale oficiale, Aurel Constantin Ilie a fost profesor universitar iar în 1970 a absolvit facultatea de hidrotehnică de la Institutul de Construcții București. Doctor in inginerie hidrotehnica si hidraulica. În legislatura 1996-2000, Aurel Constantin Ilie a fost în comisia pentru sănătate publică iar în legislatura 2000-2004 a fost membru în comisia pentru administrație publică și amenajarea teritoriului.
Aurel Constantin Ilie a fost și  deputat în legislatura 2000-2004, ales în județul Maramureș pe listele partidului PSD.
Aurel Constantin Ilie a demisionat din Parlament pe data de 11 martie 2002 și a fost înlocuit de către deputatul Radu-Vasile Roșca.
Aurel Constantin Ilie a îndeplinit mai multe funcții publice fiind, pe rând, ambasador al României în Rusia, ministru al Apelor Române, membru în Consiliul Național al Apelor.
A fost consilier de stat in anul 2004, dupa revenirea din postul de ambasador al Romaniei in Federatia Rusa.
Cele mai mari institute de proiectare hidrotehnica din Romania au afirmat in mod clar faptul ca ministrul apelor din  perioada 2005 (Sulfina Barbu) a dovedit incompetenta in intelegerea activitatii si a fost direct raspunzatoare de inundatiile provocate si de neluarea masurilor necesare. Sulfina Barbu a fost director de departament in Primaria Municipiului Bucuresti intre anii 2000-2004, o protejata a presedintelui Traian Basescu, dovedit ulterior de Inalta Curte de Casatie si Justitie a Romaniei in mod definitiv drept colaborator al fostei Securitati.
Senator, doctor in hidrotehnica, minstru al mediului, ambasador, consilier de stat si profesor universitar, d-nul Aurel Constantin Ilie a fost un inalt profesionist pe care Romania l-a avut in domeniul managementului apelor si al lucrarilor hidrotehnice